# Girls und Panzer
Girls und Panzer (japanisch ガールズ&パンツァー, Gāruzu ando Pantsā, deutsch „Mädchen und Panzer“) ist eine Anime- und Manga-Serie aus dem Jahr 2012. Seitdem erschienen insgesamt eine Fernsehserie, eine OVA-Reihe, drei Mangas und ein Roman. Ein Kinofilm wurde im November 2015 veröffentlicht.

## Handlung
Die Handlung spielt in einer fiktiven Welt, in der die militärische Schwerindustrie aus wirtschaftlichen Gründen mit in den allgemeinen Zivilalltag eingeblendet wurde. So ist es in Japan seit Jahrzehnten schon Sitte, dass – in einer extremen Anwendung des Begriffs „Schulschiff“ – heranwachsende Mädchen und Jungen ihre Schulzeit auf umfunktionierten Flugzeugträgern verbringen, die in eigenständige schwimmende Gemeinden verwandelt wurden, die sämtlichen Komfort einer Kleinstadt an Land bieten.
In dieser Welt ist es ein traditioneller Kampfsport für Mädchen, mit Panzern aus dem Zweiten Weltkrieg Wettkämpfe auszufechten, wobei dieser Sport als „Weg des Panzers“ (戦車道, Senshadō) bekannt ist. Diese Wettkämpfe finden zudem auf nationaler und internationaler Ebene statt, wobei verschiedene Schulen unter bestimmten Regeln – unter anderem dem Erringen des Sieges durch die Ausschaltung eines designierten Flaggpanzers – um die Meisterschaft gegeneinander antreten. Obwohl mit scharfer Munition geschossen wird, sind die beteiligten Panzer mit einer zusätzlichen Karbon-Schutzbeschichtung für die Innenräume und einem Computer versehen, der die Wirkung eines Treffers analysiert und bei entsprechend hohem simulierten Schaden eine weiße Fahne ausfährt, die eine Niederlage des betroffenen Panzers signalisiert.
Die Hauptfigur der Serie ist Miho Nishizumi, die aus einer Familie mit langer Senshadō-Tradition stammt. Nachdem sie an ihrer alten Schule für deren Niederlage im Endausscheid, nach einer neunjährigen Siegessträhne, verantwortlich gewesen ist, schwört sie dem Senshadō ab und wechselt an die Ōarai-Präfektur-Mädchenschule (県立大洗女子学園, Kenritsu Ōarai Joshi Gakuen), da diese seit mehreren Jahren kein Senshadō-Programm mehr betreibt. Zu ihrem Pech entscheidet der Schülerrat jedoch, diese Disziplin genau in diesem Jahr wieder einzuführen, und unter dessen Drohung, sie ansonsten der Schule zu verweisen, muss Miho als einziges Mädchen mit Senshadō-Erfahrung widerwillig mitmachen. Mithilfe ihrer Freunde findet sie langsam wieder Freude am Panzerfahren und führt Ōarai durch die nationale Senshadō-Meisterschaft.
Später kommt heraus, dass es bei diesem Turnier um mehr als nur ums Prestige geht: Weil Ōarai vom Bildungsministerium als nicht mehr ergiebig angesehen wird, steht die Mädchenschule kurz vor ihrer Schließung, und nur ein Sieg im populären Senshadō könnte ihr die allgemeine Achtung geben, die sie braucht, um weiter bestehen zu können. Somit ruhen nun die Hoffnungen des Schülerrats und der gesamten Schülerschaft auf den Schultern Mihos und ihres Senshadō-Teams.

## Charaktere

### Ōarai-Präfektur-Mädchenschule
Die Teams der Ōarai-Präfektur-Mädchenschule sind, abgesehen von dem Team der Protagonisten, aus Mädchen mit den jeweils gleichen, teils sehr spezifischen Interessen aufgestellt, was zu einer Fülle an Insider-Witzen innerhalb der einzelnen Teams führt und sich teils auch in ihrer Ausdrucksweise ausprägt. Auch einzelne Charaktere zeichnen sich durch besondere, stark ausgeprägte Persönlichkeiten und Eigenheiten aus.

#### Anglerfisch-Team

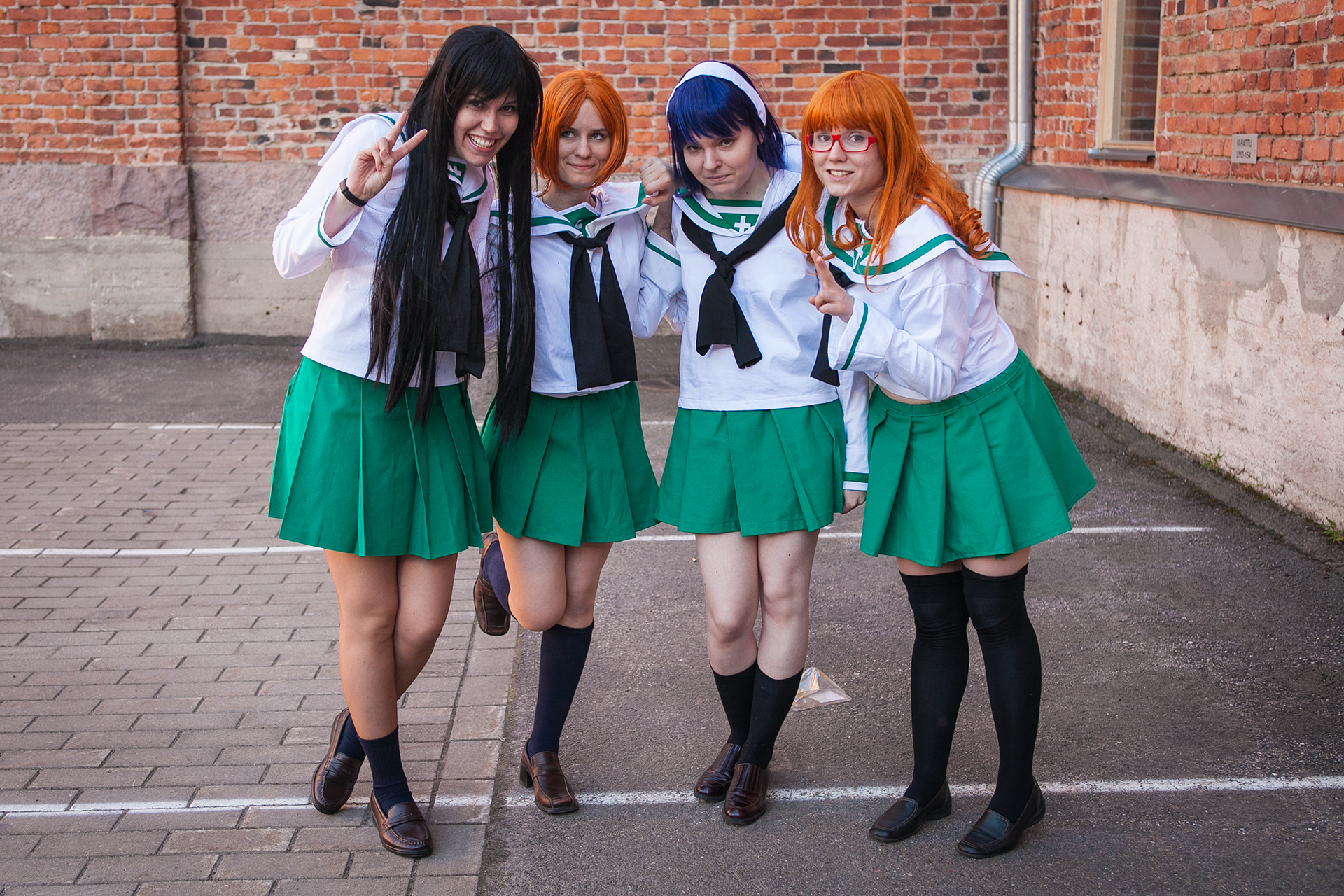
Cosplayerin als Hana Isuzu, Miho Nishizumi, Mako Reizei und Saori Takebe (links nach rechts).

Das Anglerfisch-Team (あんこうチーム, ankō chīmu), die einen Panzerkampfwagen IV fahren (zuerst in der Ausführung D bis zum Viertelfinale gegen die Anzio-Oberschule, danach im Halbfinale gegen die Prawda-Oberschule in der Ausführung F2 und im Finale gegen die Schwarzwaldgipfel-Mädchenschule in der Ausführung H mit Panzerschürzen), wird von den fünf Protagonisten der Serie gebildet:

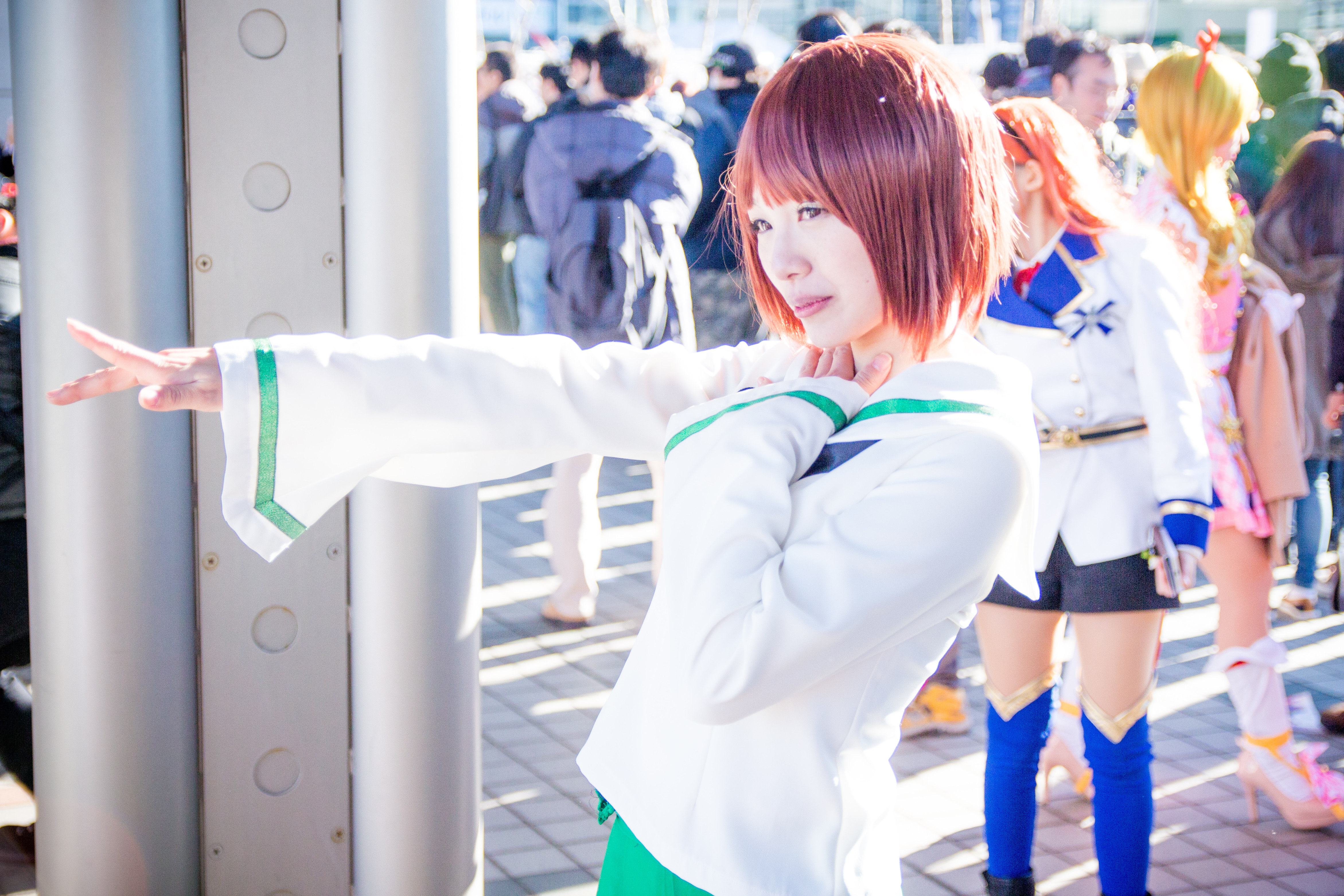
Eine Cosplayerin als Anime-Figur Miho Nishizumi – 西住 みほ (2016)

Miho Nishizumi (西住 みほ)
Eine neue Schülerin der Ōarai-Präfektur-Mittelschule und Kommandantin des Panzers. Sie stammt von der berühmten Nishizumi-Familie ab, die eine lange Senshadō-Tradition praktiziert, doch hatte sie sehr unter ihrer strengen, herrischen Mutter zu leiden, die ihren Töchtern eiserne Disziplin bei ihren Senshadō-Kämpfen predigte. Nachdem sie jedoch beim letzten Turnier für die Niederlage ihrer Schule verantwortlich war, weil sie impulsiv einigen Teamkameradinnen half, deren Panzer in einen reißenden Fluss gerutscht war, wollte sie sich vor Scham vom Senshadō zurückziehen. Nachdem sie in Ōarai zwangsweise zum Senshadō-Team herangezogen wurde, fand sie wegen der wesentlich gelösteren Atmosphäre in ihrem neuen Team und der Unterstützung ihrer neuen Freundinnen wieder Freude an Panzerfahren. Trotz ihrer anfänglichen Unsicherheit profiliert sie sich als eine fähige Kommandantin, die selbst mit der technischen Unterlegenheit ihres Teams ihre Gegner auszumanövrieren versteht, und wird nach dem ersten Wettkampf mit St. Gloriana zur allgemeinen Befehlshaberin des Ōarai Senshadō-Teams befördert.
Saori Takebe (武部 沙織)
Ein orangehaariges Mädchen und Funkerin des Panzers, welche stets nach einer guten Heiratspartie sucht. Die Tatsache, dass sie dennoch Single ist, wird in der Serie zu einem Running Gag ausgebaut. Durch ihre Kontaktfreudigkeit wird sie eine von Mihos ersten Freundinnen in Ōarai und im Panzer verantwortlich für das Funkgerät.
Hana Isuzu (五十鈴 華)
Ein langhaariges Mädchen mit ruhiger und freundlicher Persönlichkeit und Richtschützin des Panzers. Sie stammt aus einer Familie mit langer Ikebana-Tradition ab und ist eine von Mihos ersten Freundinnen in Ōarai.
Yukari Akiyama (秋山 優花里)
Ein Mädchen aus einer Friseurfamilie, das sich seit ihrer Kindheit für Panzer und Militaria begeistert, was aber dazu geführt hat, dass sie lange Zeit keine Freunde hatte. Nachdem Miho sie in ihr Team eingeladen hat, verehrt sie Miho und ihre anderen Teamgefährten und redet sie als Zeichen ihrer Ehrerbietung mit -dono an. Später wird sie unter dem Spitznamen „Guderian“ (nach Heinz Guderian) ein Ehrenmitglied des Geschichtsklubs. Sie fungiert als Ladeschützin des Panzers und nimmt auch außerhalb des Panzers Aufgaben wie das Aufklären gegnerischer Stellungen war. Sie ist auf jede Situation vorbereitet und führt oft soldatische Ausrüstungsgegenstände wie Kompass und Feldgeschirr mit sich.
Mako Reizei (冷泉 麻子)
Mako ist eine alte Kindheitsfreundin von Saori und eine Waise, die bei ihrer strengen Großmutter aufwächst. Sie ist zwar sehr intelligent und eine ausgezeichnete Schülerin, leidet aber unter niedrigem Blutdruck, was sie regelrecht im Stehen einschlafen lässt. Aus diesem Grunde kommt sie oftmals zu spät zur Schule und hat ein entsprechend langes Verspätungsverzeichnis; sie nimmt hauptsächlich am Senshadō teil, um ihr Anwesenheitsquotum auszugleichen. Durch ihre schnelle Lernfähigkeit wird sie nach nur einer einzigen Session während eines Trainingskampfes die offizielle Fahrerin von Mihos Panzer.

#### Schildkröten-Team
Das Schildkröten-Team (カメさんチーム, kame-san chīmu) besteht aus dem Schülerrat von Ōarai, die einen PzKpfw 38(t) (später in einen „Hetzer“ konvertiert) fahren.
Anzu Kadotani (角谷 杏)
Als Vorsitzende des Ōarai-Schülerrats wird sie seitokaicho oder einfach Kaicho genannt. Sie wirkt kindlich, agiert aber als Kommandantin und Funkerin des Schildkröten-Teams. Teils übernimmt sie in kritischen Momenten (wegen Kawashimas mangelnder Zielsicherheit) die Rolle der Richtschützin. In diesen Situationen agiert sie äußerst effektiv und zeichnet sich durch eine erfolgreiche und kreative Kampfweise aus.
Momo Kawashima (河嶋 桃)
Richt- und Ladeschützin dem Schildkröten-Teams. Sie ist die Sprecherin des Ōarai-Schülerrats. Momo ist impulsiv, schnell gestresst und hat Schwierigkeiten, ihre Emotionen zu kontrollieren, teils nahe der Hysterie. Am Anfang des Animes ist sie in der dritten Klasse.
Yuzu Koyama (小山 柚子)
Fahrerin des Schildkröten-Teams. Die stellvertretende Vorsitzende ist ein recht freundliches Mädchen, das sich die schwere Arbeit im Schülerrat vornehmen muss.

#### Hausenten-Team
Das Hausenten-Team (アヒルさんチーム, ahiru-san chīmu) besteht aus vier Mädchen eines geschlossenen Volleyballclubs, die einen Typ 89 I-Gō fahren. Sie bedienen sich häufig dem Volleyballjargon, das sie auf die jeweilige Situation beziehen. Ein häufiges Motiv ist ihr Ziel, ihren alten Club zu reaktivieren.
Noriko Isobe (磯辺 典子)
Kommandantin und Ladeschützin des Teams. Sie ist auch Managerin des Volleyballclubs.
Taeko Kondō (近藤 妙子)
Funkerin des Teams. Sie trägt eine rote Augenbinde um den Kopf.
Shinobu Kawanishi (河西 忍)
Fahrerin des Teams. Sie hat eine positive Persönlichkeit, ist aber häufiger wütend.
Akebi Sasaki (佐々木 あけび)
Richtschützin des Teams. Sie ist sehr sensibel und weint leicht, ansonsten ruhig und geduldig.

#### Flusspferd-Team
Das Flusspferd-Team (カバさんチーム, kaba-san chīmu) setzt sich aus vier Mädchen des Ōarai-Geschichtsclubs zusammen, die einen Sturmgeschütz III Ausf. F fahren. Die Mitglieder des Clubs benennen sich mit Vorliebe nach geschichtlichen Figuren, mit denen sie sich verbunden fühlen. Häufig zitieren sie historische Ereignisse oder Personen aus ihren jeweiligen historischen Fachgebieten, die zur jeweiligen Situation passen.
Takako Suzuki (鈴木 貴子)
Ladeschützin des Teams, sowie Spezialistin in altrömischer Geschichte. Sie trägt den Spitznamen Caesar (カエサル, Kaesaru) – nach Gaius Iulius Caesar – und ein altrömisches Sagum als Accessoire.
Riko Matsumoto (松本 里子)
Kommandantin und Funkerin des Teams, sowie Spezialistin in europäischer Geschichte und dem Zweiten Weltkrieg. Sie trägt den Spitznamen Erwin (エルヴィン, Eruvin) – nach Erwin Rommel – zusammen mit einer Wehrmachtfeldsjacke und -Offiziersmütze.
Kiyomi Sugiyama (杉山 清美)
Richtschützin des Teams. Sie nennt sich Saemonza (左衛門佐) – nach Sanada Yukimura, dessen Wappen sie als Stirnband trägt – und ist eine Expertin der Sengoku-Zeit Japans.
Takeko Nogami (野上 武子)
Fahrerin des Teams. Sie ist eine Expertin der Edo-Zeit Japans. Sie nennt sich Oryō (おりょう) nach Narasaki Ryō.

#### Hasen-Team
Das Hasen-Team (ウサギさんチーム, usagi-san chīmu) wird von sechs Mädchen des ersten Jahrgangs gebildet, die einen M3 Lee fahren.
Azusa Sawa (澤 梓)
Kommandantin des Teams.
Karina Sakaguchi (阪口 佳利奈)
Fahrerin des Teams.
Yūki Utsugi (宇津木 優季)
Funkerin des Teams.
Ayumi Yamagō (山郷 あゆみ)
Schützin für die 75-mm-Kasemattkanone.
Saki Maruyama (丸山 沙希)
Ladeschützin für die 37-mm-Turmkanone.
Aya Ōno (大野 あや)
Richtschützin für die 37-mm-Turmkanone.

#### Wildenten-Team
Das Wildenten-Team (カモさんチーム, kamo-san chīmu) besteht aus drei Mädchen des Schuldisziplinarausschusses, die einen Renault Char B1 fahren. Sie zeichnen sich durch ihr Beharren auf der strikten Einhaltung der Schulregeln aus, was vereinzelt zu Konfliktsituationen führt.
Midoriko Sono (園 みどり子)
Kommandantin und Funkerin des Teams, und Schützin für das 47 mm Turmgeschütz. Sie notiert jeden Morgen die Zuspätkommer am Schuleingang und ist daher besonders Mako spinnefeind. Später entwickelt sich das Verhältnis zwischen beiden Figuren in Richtung einer Hass-Freundschaft, die darin gipfelt, dass Midoriko Makos Zuspätkommen aus dem Register löscht und ihr so ein Vorrücken in die nächste Jahrgangsstufe ermöglicht. Sie trägt den Kurznamen Sodoko (そど子), den nur ihre Ausschusskolleginnen aus Respektgründen kritiklos benutzen dürfen, was jedoch niemand von dessen Benutzung abhält.
Moyoko Gotō (後藤 モヨ子)
Fahrerin des Panzers. Trägt den Kurznamen Gomoyo (ゴモヨ).
Nozomi Konparu (金春 希美)
Lade- und Richtschützin des 75-mm-Kasemattgeschützes. Trägt den Kurznamen Pazomi (パゾ美).

#### Ameisenbär-Team
Das Ameisenbär-Team (アリクイさんチーム, arikui-san chīmu) wird von drei Mädchen gebildet, die gerne Computerspiele, im Speziellen ein Panzer-Onlinespiel (im Roman als World of Panzer (vgl. World of Tanks) bezeichnet) spielen. Ihr Fahrzeug ist ein Typ 3 Chi-Nu.
Nekota (猫田)/ Nekonyā (ねこにゃー)
Die Anführerin und Funkerin des Teams. Sie trägt eine dickglasige Brille und einen Katzenohren-Haarreif.
Momogā (ももがー)
Ein Mädchen mit einer Pfirsich-(jap: Momo) Augenklappe und Fahrerin des Teams.
Piyotan (ぴよたん)
Lade- und Richtschützin des Teams.

#### Leopon-Team
Das Leopon-Team (レオポンさんチーム, reopon-san chīmu) besteht aus vier Mädchen des Automobilclubs (alle nach berühmten japanischen Rennfahrern benannt), deren Job es für gewöhnlich ist, die Panzer nach einem Wettkampf zu warten und zu reparieren. Ab der 10. Folge der Animeserie nehmen sie in einem Porsche Tiger am finalen Wettkampf teil.
Satoko Nakajima (中嶋 悟子)
Kommandantin und Funkerin des Teams, benannt nach Satoru Nakajima.
Tsuchiya (ツチヤ)
Fahrerin des Teams, benannt nach Keiichi Tsuchiya.
Hoshino (ホシノ)
Richtschützin des Teams, benannt nach Kazuyoshi Hoshino.
Suzuki (スズキ)
Ladeschützin des Teams, benannt nach Aguri Suzuki.

#### Hai-Team

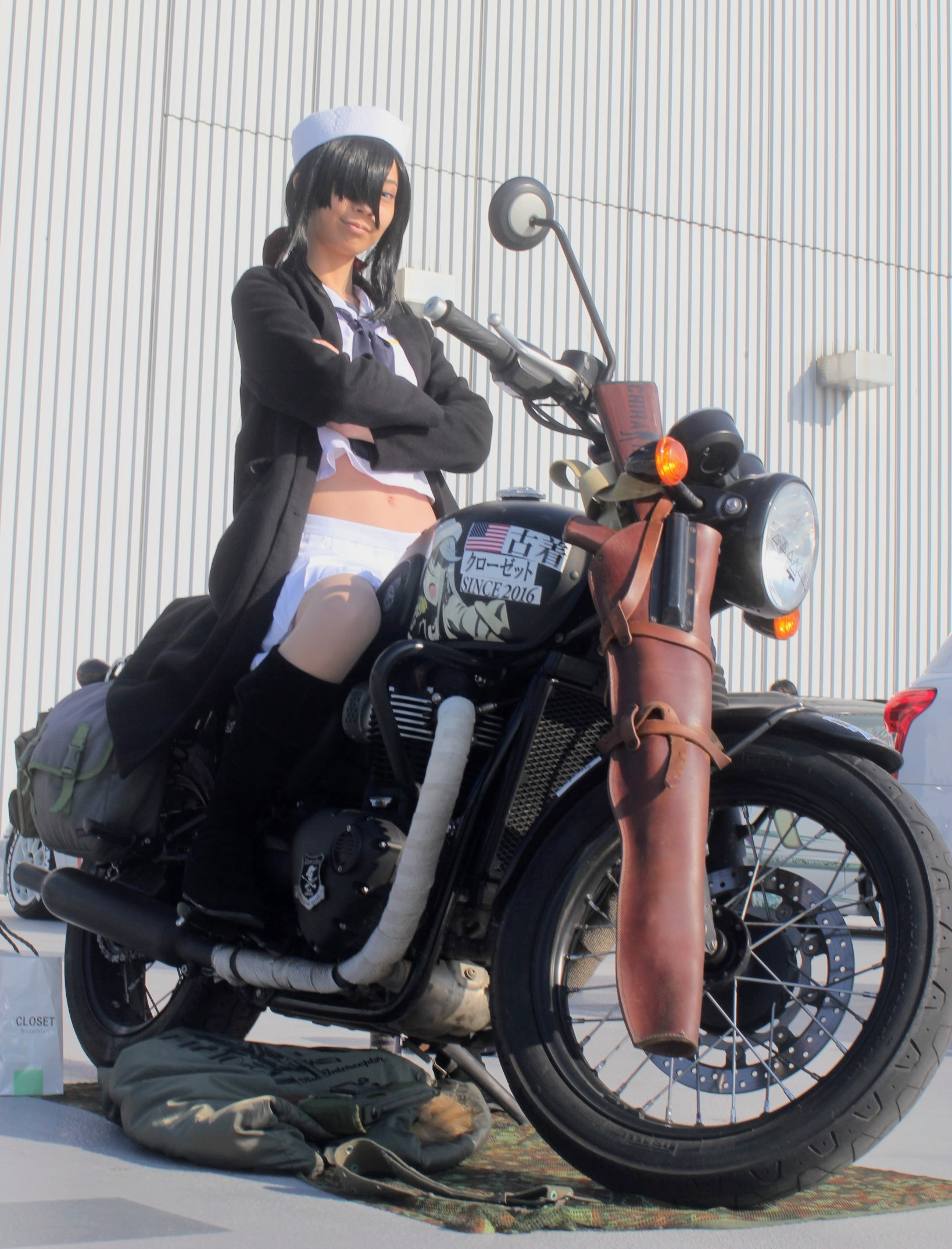
Eine Cosplayerin als Anime-Figur Ogin – お銀 (2019)

Das Hai-Team (サ メ さ ん チ ー ム, Same-san chīmu) besteht aus kriminellen Schülern, deren Unterschlupf eine Bar in den Tiefen des Bootes ist. Im Film Das Finale wurde sie mit dem britischen Panzer Mark IV vorgestellt.
Ogin (お銀)
Panzerführer und Anführer der Bande.
Rum (ラム)
Fahrerin des Teams.
Murakami (ムラカミ)
Ladeschützin des Teams.
Flint (フリント)
Radiooperatorin des Teams.
Cutlass (カトラス)
Ladeschützin des Teams.

### Andere Schulen
Die Mannschaften der anderen Schulen orientieren sich in Bezug auf ihre Ausrüstung, Kampfweise und ihrem Habitus meist an einzelnen Nationen. Dabei greifen sie oft stereotypische Elemente dieser Kulturen auf.

#### Schwarzwaldgipfel-Mädchenschule
Schwarzwaldgipfel-Mädchenschule (黒森峰女学園, Kuromorimine Jogakuen), die an die deutsche Wehrmacht angelehnt ist. Zu ihren Kampfwagen gehören unter anderem diverse Varianten der Typen Tiger und Panther (auch deren Jagdpanzerversionen) sowie ein funktionsfähiger Maus.

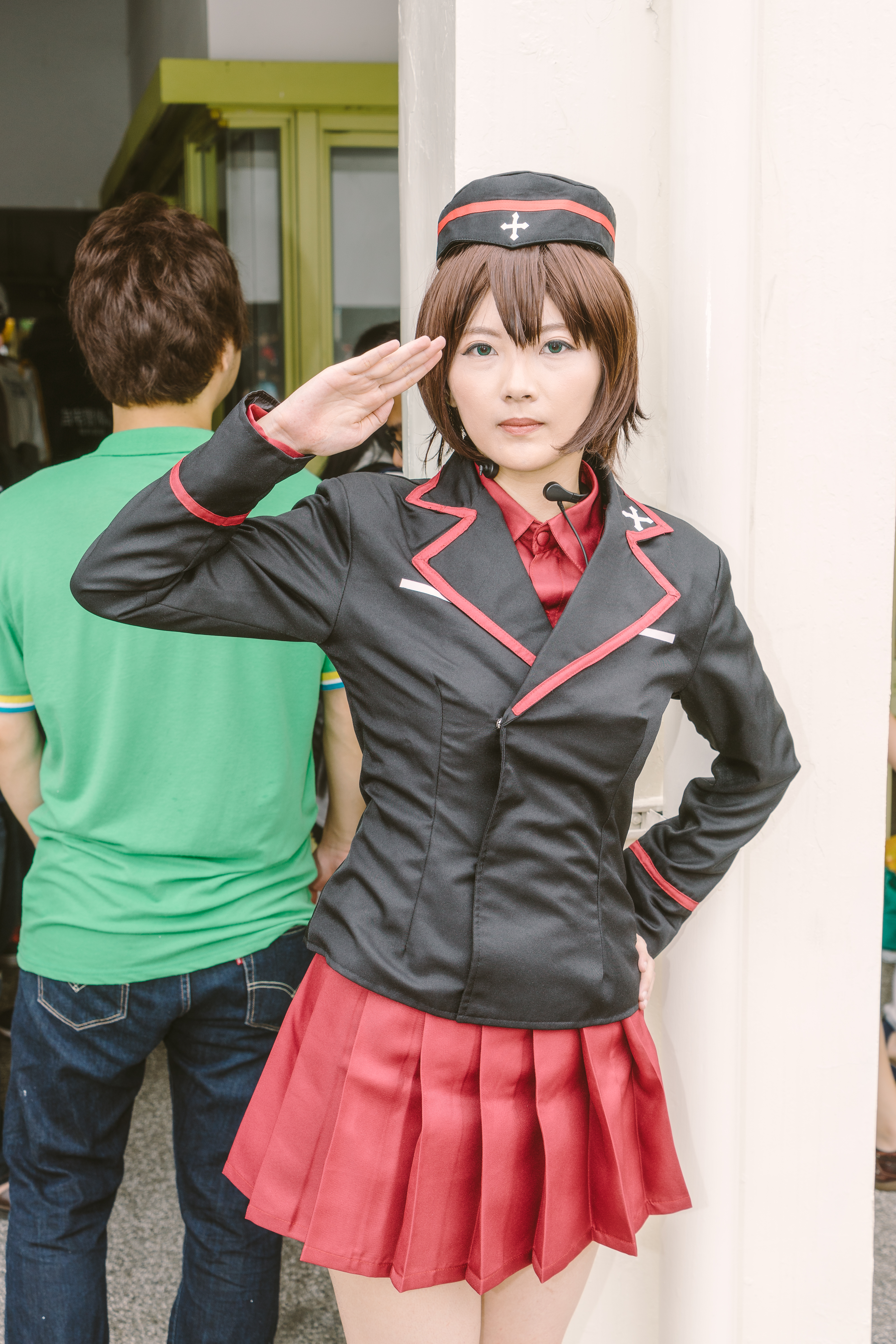
Cosplayerin als die Figur Maho Nishizumi – 西住 まほ (2016)

Maho Nishizumi (西住 まほ)
Mihos ältere Schwester und Kommandantin des Kuromorimine Senshadō-Teams. Nach außen strikt und gefühllos wirkend, ist sie ihrer jüngeren Schwester gegenüber immer noch sehr zugetan und erkennt ihre verborgenen Qualitäten als Senshadō-Kommandantin an.
Erika Itsumi (逸見 エリカ)
Die stellvertretende Kommandantin des Kuromorimine-Teams, die Miho ständig herunterzuwürdigen versucht.

#### St.-Gloriana-Mädchenschule
Die St.-Gloriana-Mädchenschule (聖グロリアーナ女学院, Sei-Guroriāna Jogakuin), ist eine Schule im British-Army-Stil und verwenden unter anderem Churchill Mk. VII-Panzer, Mathilda-II-Panzer und Mark VI Crusaders. Zu bemerken ist, dass die Schülerinnen nach markanten britischen Teesorten benannt sind. Die Mädchen dieser Schule sind nahezu permanent mit einer Tasse Tee zu sehen, den die Kommandanten der Panzer teils sogar während des Gefechts trinken.
Darjeeling (ダージリン)
Kommandantin des St. Gloriana-Teams. Nach ihrer ersten Konfrontation mit dem Ōarai-Team, welche sie durch Mihos Einsatz nur knapp gewinnt, wird sie eine von Mihos ersten Bewunderern und nimmt von da an an jedem Match von Ōarai als Zuschauerin teil. Hat eine Vorliebe für Sprichwörter, die sie bei gegebener Gelegenheit zum Besten zu geben pflegt.
Orange Pekoe (オレンジペコ)
Ladeschützin von Darjeelings Churchill und ihre ständige Begleiterin.
Rosehip
Kommandantin eines Mark VI Crusader.

#### Saunders University Highschool
Die Saunders University Highschool (サンダース大学付属高校, Sandāsu Daigaku Fuzoku Kōkō) ist eine Oberschule nach US-amerikanischem Vorbild. Sie ist eine der wohlhabendsten Schulen und verfügen über eine große Anzahl von Sherman-Panzern aller möglichen Typen, darunter den M4A6 und den Sherman Firefly.
Kay (ケイ, Kei)
Kommandantin des Saunders-Teams und ein Mädchen nach stereotypisch amerikanischem Vorbild. Eine freundliche und freigiebige Person, welche auf Fairness im Senshadō besteht.
Alisa (アリサ, Arisa)
Stellvertretende Kommandantin des Saunders-Teams. Ein temperamentvolles und manipulatives Mädchen, welche nicht davor zurückscheut, sich im Senshadō alle möglichen Vorteile zu verschaffen.
Naomi (ナオミ)
Stellvertretende Kommandantin des Saunders-Teams und Expertin im Distanzschießen mit dem Firefly. Durch ihre sehr kurzen Haare und den ernsten Gesichtsausdruck sieht sie aus wie ein Junge. Sie spricht selten und kaut Kaugummi.

#### Prawda-Oberschule
Die Prawda-Oberschule (プラウダ高校, Purauda Kōkō) ist eine nach dem Vorbild der Roten Armee geführte Oberschule. Sie verwendet eine Anzahl diverser russischer Weltkriegspanzer, darunter die Typen T-34, IS-2 und KW-2.
Katjuscha (カチューシャ, Kachūsha)
Kommandantin des Prawda-Teams. Wegen ihres kindlichen Erscheinungsbilds leidet sie unter einem extremen Napoleonkomplex und lässt sich daher gerne von Nonna auf den Schultern tragen, um auf andere herabsehen zu können. Trotz ihrer verwöhnten und arroganten Persönlichkeit ist sie eine fähige Taktikerin und erkennt in Miho eine ihr ebenbürtige Gegnerin.
Nonna (ノンナ)
Stellvertretende Kommandantin von Prawda und wegen ihrer ruhigen, unbeirrten Persönlichkeit der Gegenpol von Katjuscha, für die sie eine Art Mutterrolle einnimmt.

#### Anzio-Oberschule
Anzio-Oberschule (アンツィオ高校, Antsio Kōkō), ist eine Oberschule im Stil des italienischen Heeres, welche unter anderem Panzer vom Typ Carro Armato P40, L3/33, Semovente 75/18 und Fiat M13/40 einsetzt. Die Uniformen von Anzios Senshadō-Team sind an die Uniformen von Mussolinis Schwarzhemden angelehnt. Diese Schule ist die finanziell am schlechtesten Gestellte in Girls und Panzer und muss daher ihr Einkommen durch regelmäßige öffentliche Veranstaltungen bestreiten, u. a. mit Essensständen, die italienische Schnellküche anbieten.
In der Fernsehserie nur ansatzweise vorgestellt, erfährt sie im OVA-Special This is the Real Anzio Battle! eine ausführliche Vorstellung.
Anchovie (アンチョビ, Anchobi)
Die Kommandantin (oder Duce) des Anzio-Teams, die im Manga als arrogant und abfällig gegenüber ihren Gegnern dargestellt wird, in der OVA jedoch als fröhlich und selbstbewusst, die ihre Gegner respektvoll behandelt.
Carpaccio (カルパッチョ, Karupatcho)
Stellvertretende Kommandantin des Anzio-Teams, die im Manga mit ihrer ruhigen Art einen Gegenpol zu ihrer aggressiven Kommandantin darstellt. Sie ist zudem eine enge Kindheitsfreundin von Caesar, der Kommandantin des Ōarai Flusspferd-Teams.
Pepperoni (ペパロニ, Peparoni)
In der OVA eine weitere stellvertretende Kommandantin des Anzio-Teams, die oft impulsiv und unreflektiert handelt.

## Besonderheiten
- An einigen Stellen der Serie wird der Wehrmachtsgeneral Heinz Guderian zur besten Effektivität von Panzern im Kampf zitiert.
- Des Weiteren werden häufig Anspielungen auf Ereignisse der Militärgeschichte aus diversen Epochen ab der Antike bis in die Neuzeit sowie aus vielen Kulturräumen gemacht. Meistens erfolgen diese durch Besatzungsmitglieder des Flusspferd-Teams.

## Veröffentlichungen

### Mangas
Ein Manga von Ryūichi Saitaniya erschien vom 5. Juni 2012 (Ausgabe 7/2012) bis 5. März 2014 (Ausgabe 4/2014) im Magazin Comic Flapper von Media Factory. Dieser entstand parallel zur Entwicklung des Anime. Die Mangakapitel wurden auch in vier Sammelbänden veröffentlicht. Ebenfalls in zwei Bänden kam der abgeschlossene Manga Girls und Panzer: Little Army von Tsuchii heraus, der zuvor von 27. Juni 2012 (Ausgabe 8/2012) bis 26. Januar 2013 (Ausgabe 3/2013) im Magazin Monthly Comic Alive veröffentlicht wurde. Seit Mai 2013 erscheint im gleichen Magazin die Serie Girls und Panzer: Motto Love Love Sakusen Desu! von Nii-Marco, die seit 23. Oktober 2013 in bisher (Stand: November 2014) drei Sammelbänden zusammengefasst wurden.
Der Manga von Ryūichi Saitaniya wurde in den USA von Seven Seas Entertainment lizenziert und wurde 2014 und 2015 veröffentlicht. Auf Deutsch erschien der Manga vollständig von Mai bis November 2017 bei Egmont Manga. Zwischen Januar und Februar 2018 veröffentlichte der Verlag zudem den Ableger Girls und Panzer: Little Army.

### Anime

#### Serie
Bei der Produktion von Studio Actas führte Tsutomu Mizushima Regie. Das Konzept und Seriendrehbuch stammt von Reiko Yoshida. Takaaki Suzuki, der militärhistorische Berater des Projekts, war auch an Strike Witches und Upotte!! beteiligt. Das Charakterdesign entwarf Isao Sugimoto, basierend auf den Entwürfen von Humikane Shimada, und die künstlerische Leitung lag bei Yutaka Ōnishi.
Die Serie besteht aus 12 Folgen, wobei sich die Produktion der letzten beiden Folgen verzögerte, so dass diese erst drei Monate später ausgestrahlt werden konnten. Dazu kommen zwei Rückblickepisoden (mit den Nummerierungen 5.5 und 10.5) und sechs mit der Serie zusammenhängende OVA-Episoden. Tokyo MX zeigte die zwölfteilige Serie vom 9. Oktober 2012 bis zum 25. März 2013 nach Mitternacht (und damit am vorigen Fernsehtag), sowie TV Aichi und TV Ōsaka vom 11. Oktober 2012 bis 29. bis 28. März 2013.
Eine englische Fassung wurde von Crunchyroll als Simulcast per Streaming in Nordamerika, dem Vereinigten Königreich, Irland, Australien, Neuseeland, Südafrika, Skandinavien und den Niederlanden angeboten. Im Simulcast wurde dabei eine Szene in Folge 8 in der das russische Lied Katjuscha gesungen wurde, aus urheberrechtlichen Gründen nicht ausgestrahlt.
Die Serie erschien zwischen dem 21. Dezember 2012 und dem 21. Juni 2013 auf sechs DVDs bzw. Blu-rays, wobei jeder Scheibe eine etwa 15 Minuten (ausgenommen der 4. Disc mit 5 Minuten) lange Bonusfolge beigelegt war.
Die englische Veröffentlichung auf DVD/Blu-ray sicherte sich Sentai Filmworks die am 3. Dezember 2013 erschien, wobei die sechs Bonusfolgen separat am 25. Februar 2014 folgten. Am 4. März 2015 gab KSM Anime bekannt, dass sie sich die deutschen Rechte an der Anime-Serie gesichert haben. Das erste Volume erschien in Deutschland am 9. November und das abschließende dritte soll am 23. Mai 2016 erscheinen. Die Bonusfolgen erschienen auf Deutsch am 14. März 2016 als Girls und Panzer OVA Collection. In der englischen, sowie der deutschen Fassung wird dabei in Folge 8 statt des geschützten Katjusha eine instrumentale Version des Liedes Korobeiniki verwendet.
Ab Februar 2016 wurden die Folgen zunächst bei Clipfish, sodann bei Watchbox und dann bei TVNow gestreamt.

#### OVA
Zur Fernsehserie wurde eine Reihe von acht OVAs produziert, die sich ergänzend in die Serienhandlung einfügen.
Am 25. Juli 2014 erschien die OVA Girls und Panzer: This is the Real Anzio Battle! (Girls und Panzer: Kore ga Hontō no Anzio-sen Desu!), die den Wettkampf zwischen Ōarai und Anzio darstellt, welcher in Folge 7 lediglich mit dem Sieg Ōarais angedeutet wird.

#### Filme
Ein zwei Stunden langer Kinofilm kam am 21. November 2015 in die japanischen Kinos. Die DVD-Veröffentlichung enthielt eine Bonus-OVA mit einer Kurzgeschichte, welche nach der Filmhandlung einsetzt.
Eine sechsteilige, abschließende Kinofilmreihe mit dem Kollektivtitel Girls und Panzer: The Final Chapter ist bei Studio Actas in Produktion. Der erste Teil kam am 9. Dezember 2017 in die japanischen Kinos.

#### Synchronsprecher
| Rolle             | Japanische Stimme | Deutsche Stimme          |
| ----------------- | ----------------- | ------------------------ |
| Miho Nishizumi    | Mai Fuchigami     | Samira Jakobs            |
| Saori Takebe      | Ai Kayano         | Patricia Strasburger     |
| Hana Isuzu        | Mami Ozaki        | Demet Fey                |
| Yukari Akiyama    | Ikumi Nakagami    | Katrin Heß               |
| Mako Reizei       | Yuka Iguchi       | Jana Julie Kilka         |
| Maho Nishizumi    | Rie Tanaka        | Birte Baumgardt          |
| Erika Itsumi      | Hitomi Nabatame   | Milena Karas             |
| Azusa Sawa        | Hitomi Takeuchi   | Annette Potempa          |
| Aya Oono          | Chuna             | Katharina von Daake      |
| Anzu Kadotani     | Misato Fukuen     | Charlotte Uhlig          |
| Momo Kawashima    | Kana Ueda         | Jülide Gülgec            |
| Riko Matsumoto    | Satomi Moriya     | Iris Reinhard Hassenzahl |
| Erwin             | Satomi Moriya     | Iris Reinhard Hassenzahl |
| Yuzuko Koyama     | Mikako Takahashi  | Ela Paul                 |
| Caesar            | Eri Sendai        | Christiane Werk          |
| Saemonza          | Yuka Inoue        | Katharina Gast           |
| Takeko Nogami     | Ayuru Oohashi     | Tabea Hilbert            |
| Oryou             | Ayuru Oohashi     | Tabea Hilbert            |
| Darjeeling        | Eri Kitamura      | Julia von Tettenborn     |
| Orange Pekoe      | Mai Ishihara      | Lilian Zahn              |
| Kay               | Ayako Kawasumi    | Corinna Dorenkamp        |
| Alisa             | Aya Hirano        | Nicole Hise              |
| Katjuscha         | Hisako Kanemoto   | Rieke Werner             |
| Nonna             | Sumire Uesaka     | Silke Linderhaus         |
| Gomoyo            | Shiori Izawa      | Celine Vogt              |
| Pazomi            | Shiori Izawa      | Celine Vogt              |
| Sodoko            | Shiori Izawa      | Celine Vogt              |
| Shinzaburou       | Atsushi Imaruoka  | Markus Haase             |
| Noriko Isobe      | Mika Kikuchi      | Nadja Godzina            |
| Akebi Sasaki      | Sakura Nakamura   | Fabienne Hesse           |
| Shinobu Kawanishi | Mari Kirimura     | Jessica Walter-Gabory    |
| Taeko Kondou      | Maya Yoshioka     | Kerstin Kramer           |
| Saki Maruyama     | Mikako Komatsu    | Mascha Berger            |
| Ayumi Yamagou     | Nozomi Nakazato   | Esther Brandt            |
| Yuuki Utsugi      | Yuri Yamaoka      | Meri Dogan               |
| Rera Nakajima     | Nozomi Yamamoto   | Winnie Brandes           |
| Mai Nekota        | Ikumi Hayama      | Vanessa Wunsch           |
| Keiko Hoshino     | Hisako Kanemoto   | Rieke Werner             |
| Muuton Tsuchiya   | Eri Kitamura      | Hannah Schepmann         |
| Maria Suzuki      | Mai Ishihara      | Elisa Kalus              |
| Ami Chōno         | Heriku Shiina     | Gabi Wienand             |
| Assam             | Satomi Akesaka    | Faber                    |
| Rukuriri          | Masayo Kurata     | Mayke Dähn               |
| Naomi             | Mariya Ise        | Anna-Sophia Lumpe        |
| Anzai Chiyomi     | Maya Yoshioka     | Jennifer Weiß            |
| Hina              | Saori Hayami      | Signe Zurmühlen          |
| Kinuyo Nishi      | Asami Seto        | Tanya Kahana             |
| Haru Fukuda       | Naomi Ōzora       | Moira May                |
| Ruka Oshida       | Chika Anzai       | Julia Koep               |
| Shiho Nishizumi   | Yumi Tōma         | Katja Liebing            |

#### Musik
Die Musik für die Serie komponierte Shirō Hamaguchi. Für den Vorspann verwendete man das Lied DreamRiser von ChouCho, der Abspanntitel ist Enter Enter Mission!, das gesungen wurde von Mai Fuchigami, Yuka Iguchi, Ai Kayano, Ikumi Nakagami und Mami Ozaki.
Die Serie greift ferner auf bekannte Musikstücke aus der Zeit des Zweiten Weltkrieges zurück, so beim Kampf gegen das britische Team das Marschlied The British Grenadiers, beim Kampf gegen das deutsche Team das Panzerlied und beim Kampf gegen das sowjetische Team das Volkslied Katjuscha, letzteres gesungen von Hisako Kanemoto und Sumire Uesaka, die auch Russistik studierte und deren Debüt als Anime-Synchronsprecherin und Sängerin die Serie war.

### Roman
Bei Media Factory erschien zudem eine Light Novel von Yū Hibiki mit den Illustrationen von Humikane Shimada (Einband) und Shin Kyōgoku (textbegleitende Illustrationen). Insgesamt wurden drei Bände veröffentlicht:
1. 22. November 2012, ISBN 978-4-8401-4877-1.
2. 25. Februar 2013, ISBN 978-4-8401-4985-3.
3. 25. Juni 2013, ISBN 978-4-8401-5226-6.

## Rezeption
Die Fernsehausstrahlung erzielte hohe Zuschauerzahlen in Japan und der Blu-ray-Umsatz erreichte einem hohen Rang in den Verkaufscharts. Von dem fünften Band wurden 33.450 Exemplare in der ersten Woche der Veröffentlichung verkauft, wodurch er den ersten Platz der Verkaufscharts erreichte. Der sechste Band verkaufte sich 32.385 mal in der ersten Woche.
Der Erfolg der Serie führte zu sogenannten „Pilgerreisen“ (聖地巡礼, seichi junrei), d. h. dem Besuch japanischer Fans, in den Ort der Handlung Ōarai und dort zu einem Anstieg der Besucherzahlen, sowie Werbe-Initiativen der lokalen Wirtschaft, die wiederum von der dem Ministerium für Land, Infrastruktur, Verkehr und Tourismus unterstehenden Japan Tourism Agency ausgezeichnet wurden. Die japanische Post gab zudem Sondermarken zu Girls & Panzer in der Präfektur Ibaraki, in der sich Ōarai befindet, heraus. Das jährliche Ankō Matsuri (あんこう祭, „Anglerfisch-Fest“) erreichte Rekordbesucherzahlen von 60.000 (2012) bzw. 100.000 (2013) Menschen, statt zuvor üblicherweise 30.000.
Zur Bewerbung des Spiels World of Tanks in Japan ging das belarussische Entwicklerunternehmen ebenfalls eine Kooperation mit Girls und Panzer ein.
Die staatlichen Medien Chinas äußerten sich kritisch über die Serie.

### Kritik
In einem Artikel der China National Defense News wird der Anime kritisiert, „Krieg und Militarismus zu verschönern“. In einer nicht repräsentativen Umfrage ist der Großteil (78 Prozent) der Leserschaft jedoch der Ansicht, dass sich hierbei schlicht um Anime handelt und dahinter kein Politik steckt. Daher soll man nicht überinterpretieren. 10 Prozent der Befragten geben an, dass eine unterschwelligen mediale Einflussnahme durchaus so seinen Anfang nehmen kann. Diese Anschuldigungen werden auch von der Kommunistischen Partei Japans aufgegriffen, nachdem eine Zusammenarbeit zwischen der Produktion des Animes und der japanischen Armee angekündigt wurde.

### Blutspende
Seit 2013 zeigt das Präfekturale Zentrum für Bluttransfusion des Roten Kreuzes in Ibaraki Plakate, die die Hauptfiguren des Animes zeigen, die eine Blutspendeoperation durchführen.